# كيس وجيب أمام الأذن
الجيب أمام الأذن أو الناسور الصيواني الخلقي أو الناسور الخلقي أمام الأذن أو وهدة الأذن:782  (بالإنجليزية: auricle fistula)‏ عيب خلقي جنيني سببه سوء التحام الأقواس الجنينية، يختلف عمق هذا الناسور وقد يصل للأذن الداخلية
- ينشأ الناسور من القوس الغلصمية الأولى بسبب سوء التحام الحديبات الأذنية فوهة الناسور تنتهي بكيسة ملاصقة لغضروف جذر الحنطة

## الأعراض
- ثقب صغير أمام الصيوان
- مفرزات جبنية كريهة الرائحة
- قد يحدث انتان
- ألم خفيف غير مزمن في حالة الألتهاب مع احمرار حول النفخة

## العلاج
- مضادات حيوية (Antibiotics) عند نشوء التهاب وبائي. مثل: Co-Amoxiclav لمدة سبعة أيام. كما يمكن إضافة مرهم مضاد حيوي موضعي لمكافحة الميكروبات العنقودية (Topical anti-staphylococci ointment) إذا لزم الأمر.
- الاستئصال الجراحي (Surgical Excision): في حالة تكرر التهاب الناسور الصيواني (Recurrent preauricular fistular infections). تجرى العملية بعد تخفيف الالتهاب نسبياً. في حالة استمرار الالتهاب أو عدم تجاوبه للمضاد (persisting infection)، يتم تنظيف التجويف الجيبي من الصديد الالتهابي (drainage) أثناء إجراء الاستئصال. يحتم إجراء العملية من قبل أخصائي جراحة الأذن والحنجرة (otolaryngologist surgeon) في قسم طب الأنف والأذن والحنجرة (otolaryngology) وليس من قبل جراح عام وليس في قسم الجراحة العامة إطلاقاً. تتطلب الجراحة في هذه المنطقة معرفة دقيقة في التركيب الغشائي (Masseteric Fascia) حول الغدة اللعابية النكفية (Parotid gland)، ومهارة في الجراحة التجميلية (Plastic Surgery) لصيوان الأذن بتركيبه الغضروفي الداخلي (Auricle)، بالإضافة إلى الخبرة والحذر من خطر إصابة أحد فروع العصب الوجهي (Facial nerve) الذي يبدأ مساره الوجهي مروراً بمحاذاة عُمقية للزاوية السفلية لزنمة الصيوان (Tragus) قبل تفرعه لفروعه الخمس الأساسية الممتدة تشعبياً لنقل السيالات العصبية (Innervation) لعضلات الوجة.
- الناسور (Fistula) يمكن استئصاله كعملية تجميلية حتى في حالات عدم نشوء إلتهابات. عند عدم وجود مضاعفات مرتبطة بالنقرة الجيبية، تعتبر عملية الإستئصال في هاذه الحالة عملية تجميلية (cosmetic operation) وهي اختيارية